# Référendum liechtensteinois de 1976
 (août 2025).
Un référendum a lieu au Liechtenstein le 19 septembre 1976. 

## Contenu
Le référendum porte sur un projet autoroutier entre les villes de Vaduz, la capitale, et Schaan.

## Contexte
Le Landtag approuve le projet le 13 mai 1975 par 11 votes contre 4 et y alloue un budget de 35 millions de Franc suisse.
Il s'agit d'un référendum facultatif d'origine parlementaire : considérant le coût élevé du projet, le Landtag décide de soumettre le projet de loi à la votation dans le cadre de l'article 66 de la constitution.

## Résultat
| Choix                                 | Votes | %     |
| ------------------------------------- | ----- | ----- |
| Pour                                  | 746   | 19,77 |
| Contre                                | 3 027 | 80,23 |
| Votes blancs et invalides             | 86    | –     |
| Total                                 | 3 861 | 100   |
| Inscrits/Participation                | 4 762 | 81,08 |
| Source: Démocratie Directe (Allemand) |       |       |